# I Wydział Lekarski z Oddziałem Stomatologicznym Uniwersytetu Medycznego w Lublinie
I Wydział Lekarski z Oddziałem Stomatologicznym Uniwersytetu Medycznego w Lublinie – jeden z czterech wydziałów Uniwersytetu Medycznego w Lublinie. Jego siedziba znajduje się przy Alejach Racławickich 1 w Lublinie.

## Struktura
- I Wydział Lekarski[2]
  - II Katedra i Klinika Chirurgii Ogólnej, Gastroenterologicznej i Nowotworów Układu Pokarmowego
  - II Klinika Anestezjologii i Intensywnej Terapii
  - II Zakład Radiologii Lekarskiej
  - I Katedra i Klinika Ginekologii Onkologicznej i Ginekologii
  - Katedra Anatomii Człowieka
  - Katedra Genetyki Medycznej
  - Katedra i Klinika Chirurgii Naczyń i Angiologii
  - Katedra i Klinika Chirurgii Urazowej i Medycyny Ratunkowej
  - Katedra i Klinika Chorób Wewnętrznych
  - Katedra i Klinika Chorób Zakaźnych
  - Katedra i Klinika Dermatologii, Wenerologii i Dermatologii Dziecięcej
  - Katedra i Klinika Hematoonkologii i Transplantacji Szpiku
  - Katedra i Klinika Położnictwa i Patologii Ciąży
  - Katedra i Zakład Biologii i Parazytologii
  - Katedra i Zakład Chemii Medycznej
  - Katedra i Zakład Fizjologii Człowieka
  - Katedra i Zakład Higieny
  - Katedra i Zakład Histologii i Embriologii z Pracownią Cytologii Doświadczalnej
  - Katedra i Zakład Medycyny Rodzinnej
  - Katedra Okulistyki
  - Katedra Onkologii
  - Katedra Psychiatrii
  - Samodzielna Pracownia Komunikowania w Medycynie
  - Samodzielna Pracownia Metod Informatycznych i Zdalnego Nauczania
  - Samodzielna Pracownia Transplantologii Klinicznej
  - Studium Praktycznej Nauki Języków Obcych
  - Zakład Elektroradiologii
  - Zakład Wirusologii

- Oddział Stomatologiczny[3]
  - Katedra i Klinika Chirurgii Szczękowo-Twarzowej
  - Katedra i Zakład Chirurgii Stomatologicznej
  - Katedra i Zakład Ortopedii Szczękowej
  - Katedra i Zakład Periodontologii
  - Katedra i Zakład Stomatologii Wieku Rozwojowego
  - Katedra i Zakład Stomatologii Zachowawczej z Endodoncją
  - Samodzielna Pracownia Propedeutyki Radiologii Stomatologicznej i Szczękowo-Twarzowej
  - Zakład Medycyny Jamy Ustnej
  - Zakład Protetyki Stomatologicznej
  - Zakład Rentgenodiagnostyki Stomatologicznej i Szczękowo-Twarzowej
  - Zakład Zaburzeń Czynnościowych Narządu Żucia

## Kierunki studiów
- lekarski
- lekarsko-dentystyczny
- techniki dentystyczne
- higiena stomatologiczna
- elektroradiologia[1]

## Władze
Dziekan: prof. dr hab. n. med. Ryszard Maciejewski

Prodziekani: dr hab. n. med. Adam Nogalski, dr hab. n. med. Kamil Torres oraz dr hab. n. med. Barbara Tymczyna